# Oberster Nationaler Rat

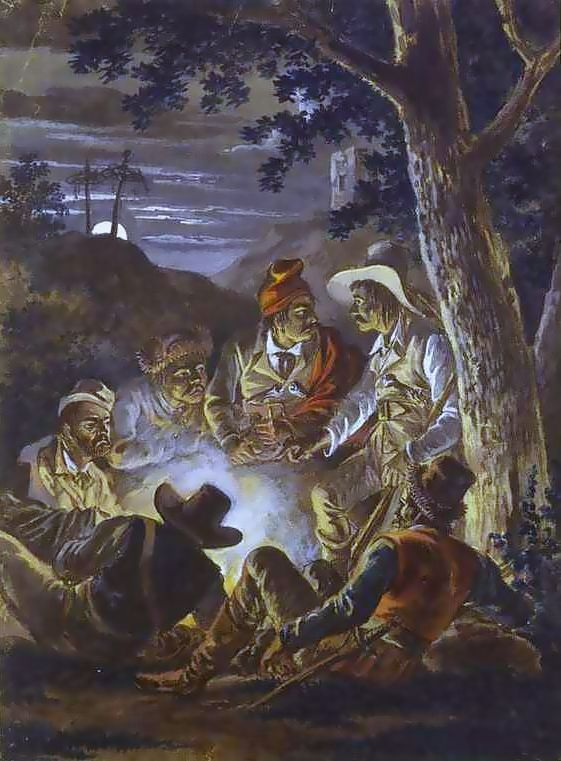
Versammlung des Rates der aufständischen Polen im Wald bei Nacht (Alexander Orlowski)

Der Oberste Nationale Rat (polnisch: Rada Najwyższa Narodowa) war eine zivile Zentralregierung von Polen, die sich loyal gegenüber den Kościuszko-Aufständischen verhielt und von Tadeusz Kościuszko am 10. Mai 1794 in Połaniec mit 8 Räten und 32 Abgeordneten gegründet wurde. Sie löste den provisorischen Rat des Herzogtums Masowien ab.

## Aufgabenbereiche und Räte des Rates
Der Rat bestand aus acht Aufgabenbereichen, wobei jedem Bereich ein Rat vorstand.
- Der Aufgabenbereich für Ordnung (Wydział Porządku), geführt von Alojzy Sulistrowski, beschäftigte sich mit der Aufrechterhaltung der Straßen, Brücken, Postwesen und der Kommunikation.
- Der Aufgabenbereich der Sicherheit (Wydział Bezpieczeństwa), geführt von Tomasz Wawrzecki, beschäftigte sich mit der Observierung von Spionen und Kriminellen, führte Durchsuchungen und Verhaftungen durch und verwahrte die Häftlinge.
- Der Aufgabenbereich der Justiz (Wydział Sprawiedliwości), geführt von Franciszek Myszkowski, beaufsichtigte die Gerichte und führte Exekutionen durch.
- Der Aufgabenbereich des Schatzmeisters (Wydział Skarbu), geführt von Hugo Kołłątaj, kümmerte sich um die Güter der sogenannten „Vaterlandsverräter“, verfügte über die nationalen Güter und kontrollierte die Münzstätte.
- Der Aufgabenbereich der Nahrungsversorgung (Wydział Żywności), geführt von Ignacy Wyssogota Zakrzewski, stattete die aufständische Armee aus, beaufsichtigte die Mühlen, Bäckereien und Brauereien, und verteilte Lebensmittel an die Armen.
- Der Aufgabenbereich des Militärs (Wydział Potrzeb Wojskowych), geführt von Stanisław Wielowiejski, führte die Einberufungen durch und kontrollierte die Rüstungsmanufakturen.
- Der Aufgabenbereich der ausländischen Interessen (Wydział Interesów Zagranicznych), geführt von Ignacy Potocki, sendete Gesandte und Agenten ins Ausland und führte Verhandlungen mit anderen Staaten.
- Der Aufgabenbereich der Nationalen Einheit (Wydział Instrukcji Narodowej), geführt von Jan Jaśkiewicz, beaufsichtigte die Schulen, beschäftigte sich mit der Propaganda für den Aufstand, betrieb neben Zeitungen auch Aufklärungsarbeit in den Kirchen und auf Versammlungen und verwaltete die Gelder im Bereich der Bildung.

Der König Stanislaus II. August Poniatowski versicherte bereits am 5. Mai 1794 dem Rat seine Absicht, dass „die Heimat und die Nation nicht abgetreten wird“ (Ojczyzny i narodu nie odstąpię), doch Kościuszko hatte auch nicht die Absicht, das zuzulassen.
Die offizielle Zeitung des Rates war die: „Gazeta Rządowa“.